# زوال خاندان آشر (مینی‌سریال)
زوال خاندان آشر (انگلیسی: The Fall of the House of Usher) یک مینی‌سریال تلویزیونی آمریکایی در ژانر درامِ ترسناک گوتیک است که به‌دست مایک فلنگن ساخته شده و در ونکوور فیلم‌برداری شده‌است. این مینی‌سریال که مبتنی بر داستان کوتاهی به همین نام و سایر کارهای ادگار آلن پو است، در ۱۲ اکتبر ۲۰۲۳ از طریق نتفلیکس به نمایش درآمد.

## خلاصه داستان
مدیر عامل یک شرکت داروسازی مفسد زمانی که فرزندانش به گونه‌ای مرموز و وحشیانه شروع به مردن می‌کنند، با گذشتهٔ بحث‌برانگیز خود روبه‌رو می‌شود.

## بازیگران
- کارلا گوجینو در نقش ورنا، یک غریبه مرموز از گذشته دوقلوهای آشر که وارثان خانواده را قربانی می‌کند.
- بروس گرینوود و زک گیلفورد در نقش رودریک آشر، برادر دوقلوی مادلین و مدیر عامل فاسد شرکت دارویی فورتوناتو.
  - گراهام ورشر در نقش رودریک آشر نوجوان
  - لینکلن روسو در نقش رودریک آشر کودک
- مری مک‌دانل و ویلا فیتزجرالد در نقش مادلین آشر، خواهر دوقلوی رودریک و مدیر ارشد اجرایی جاه‌طلب شرکت داروسازی فورتوناتو که در حال پیشرفت‌های فناوری است.
  - لولو ویلسون در نقش مادلین آشر نوجوان
  - کیت ویدینگتون در نقش مادلین آشر کودک
- هنری توماس در نقش فردریک آشر، پسر بزرگ رودریک و وارث فورتوناتو، شوهر مورلا و پدر لنور.[۱]
  - ویلیام کوسوویچ در نقش فردریک آشر جوان
- کیت سیگل در نقش کامیل ال‌اسپانایه، یکی از فرزندان نامشروع رودریک، و مدیر روابط عمومی تیزبین فورتوناتو.[۱]
- راهول کوهلی در نقش ناپلئون «لئو» آشر، یکی از فرزندان نامشروع رودریک، و یک ناشر برجسته بازی‌های ویدئویی با اعتیاد به مواد مخدر.[۱]
- سامانتا اسلویان در نقش تامرلن آشر، دختر بزرگ رودریک، و یک کارآفرین مشتاق.[۱]
- تنیا میلر در نقش ویکتورین لافورکید، بزرگ‌ترین فرزندان نامشروع رودریک، و یک جراح با استعداد.[۱]
- مایکل تروکو در نقش روفوس گریسوولد (چلیک آمونتیلادو)، مدیر عامل سابق فورتوناتو پس از لانگ فلو.
- کیتی پارکر در نقش آنابل لی، همسر اول رودریک و مادر فردریک و تامرلن.
- سوریان ساپکوتا در نقش پروسپرو «پری» آشر، کوچک‌ترین فرزند نامشروع رودریک که سبک زندگی لذت‌پرستانه‌ای را دنبال می‌کند.[۱]
- مت بیدل در نقش ویلیام «بیل تی» ویلسون، یک شخص در زمینهٔ تناسب اندام و شوهر تامرلن.[۱]
- کریستال بالینت در نقش مورلا آشر، مدل و بازیگر سابق، همسر فردریک و مادر لنور.[۱]
- روث کاد در نقش جونو آشر، همسر دوم رودریک و یک معتاد سابق به مواد مخدر[۱]
- کایلیگ کوران در نقش لنور آشر، دختر فردریک و مورلا. رودریک او را «بهترین خانوادهٔ آشر» می‌داند.[۱]
- کارل لومبلی در نقش سی آگوست دوپین، دستیار دادستان ایالات متحده که می‌خواهد خانوادهٔ آشر را به دست عدالت بسپارد.
  - مالکوم گودوین در نقش سی آگوست دوپین جوان
- مارک همیل در نقش آرتور پیم، وکیل و تعمیرکار خانواده، «شخصیتی که به طرز شگفت‌انگیزی در خانه است» و مورد توجه دیگران قرار نمی‌گیرد.

### تکرارکننده
- آنابت گیش در نقش الیزا آشر، مادر مذهبی رودریک و مادلین که به عنوان منشی لانگ فلو کار می‌کرد.
- رابرت لانگستریت در نقش ویلیام لانگ‌فلو، مدیرعامل سابق فورتوناتو.
- پاولا نونز در نقش دکتر الساندرا «الروئیز»، دوست دختر و همکار ویکتورین.[۱]
- ایگبی ریگنی در نقش توبی، دستیار کامیل
- آیا فوروکاوا در نقش تینا، دستیار کامیل
- دانیل جون در نقش جولیوس، دوست پسر لئو
- سارا جین ردموند در نقش خانم لانگفلو، همسر ویلیام
- نیکلاس لی در نقش قاضی جان نیل، که ریاست پرونده خانوادهٔ آشار را بر عهده دارد.
- مالی سی. کوئین در نقش جنی، یکی از شرکای پری
- جی‌آر تیناکو در نقش فرج، یکی از شرکای پری
- الکس اسو در نقش شاهد دادگاه

## تولید
در اکتبر ۲۰۲۱، نتفلیکس اعلام کرد که مایک فلنگن در حال ساخت مینی‌سریالی جدید بر اساس «فروپاشی خانمان آشر» و دیگر آثار نویسندهٔ آمریکایی، ادگار آلن پو، است. در ۹ دسامبر ۲۰۲۱، فرانک لانگلا، کارلا گوجینو، مری مکدانل، کارل لامبلی و مارک همیل به‌عنوان بازیگران این پروژه انتخاب شدند. روز بعد سایر بازیگران معرفی شدند.
در آوریل ۲۰۲۲، فرانک لانگلا پس از تحقیقات گسترده‌ای در مورد رفتار نادرستش، از پروژه اخراج شد و قرار بود نقش او بازنویسی شود. در پایان آن ماه، بروس گرینوود به جای لانگلا انتخاب شد.
فیلم‌برداری در ۳۱ ژانویه ۲۰۲۲ در ونکوور، کانادا آغاز شد و در ۹ ژوئیه ۲۰۲۲ به پایان رسید.

## انتشار
دو قسمت نخست در سپتامبر ۲۰۲۳ در جشنوارهٔ فنتستیک به نمایش درآمد. همچنین یک پیش‌نمایش در دانشگاه تاوسان نمایش داده شد. این سریال در ۱۲ اکتبر ۲۰۲۳ از طریق نتفلیکس  منتشر شد.

## بازخورد
در وبگاه راتن تومیتوز، ۹۰٪ از ۷۰ بررسی منتقدان مثبت است و این مجموعه میانگینِ امتیاز ۸/۱۰ را در اختیار دارد. اجماع منتقدان این وبگاه چنین می‌نویسد: «فروپاشی خانمان آشر با ارائه داستان‌های قدیمی پو که از طریق لنز بسیار تاریک مایک فلانگان فیلتر شده‌اند، کفر طرفداران ژانر وحشت را بالا خواهد آورد.» این مجموعه در متاکریتیک، که از میانگین وزنی استفاده می‌کند، بر اساس نظر ۳۰ منتقد امتیاز ۷۵ از ۱۰۰ را کسب کرده که نشان‌گر «نقدهای عموماً مطلوب» است.